# خالد سرى صيام
خالد سرى صيام (1968 -) هو اقتصادي ومحامي وأستاذ جامعي مصري، والرئيس سابق لبورصتي القاهرة والإسكندرية في الفترة (15 يوليو 2010 - 21 مارس 2011).

## مناصب شغلها
- مدرس القانون الجنائي – كلية الحقوق – جامعة عين شمس
- مستشار قانوني لوزير المالية
- مستشار قانوني لوزير التجارة الخارجية
- أستاذ زائر جامعة جان مولان، فرنسا[3][4][5]
- نائب رئيس الهيئة العامة للرقابة المالية
- نائب رئيس الهيئة العامة لسوق المال

## الدراسة
- ليسانس حقوق، كلية الحقوق جامعة عين شمس 1991
- دبلوم العلوم الجنائية، كلية الحقوق جامعة عين شمس 1992
- دبلوم القانون الخاص، كلية الحقوق جامعة عين شمس 1993
- دبلوم العلوم الجنائية جامعة جان مولان، فرنسا 1996
- دكتوراة في القانون من جامعة جان مولان، فرنسا 2001

## وصلات خارجية
- خالد سرى صيام رئيسا للبورصة المصرية بدلا من ماجد شوقي من 15 يوليو الحالي ، الدستور في 10 يوليو 2010
- هل يستطيع خالد سرى صيام رئيس البورصة الجديد احتواء غضب المستثمرين الصغار على ماجد شوقى؟ ، المصري اليوم في 18 يوليو 2010